# مزرعه علی اسلامی شماره ۱
مزرعه علی اسلامی شماره ۱ یک منطقهٔ مسکونی در ایران است که در دهستان کنگور واقع شده‌است. مزرعه علی اسلامی شماره ۱ ۱٬۰۳۰ نفر جمعیت دارد.